# Зграда Општинског дома у Смедереву
Зграда Општинског дома у Смедереву је подигнута 1928. године, има статус непокретног културног добра као споменик културе. Зграда Општинског дома је саграђена на предлог општинских одборника и „Удружења добротвора“, који су поклонили плац и делимично учествовали у финансирању изградње.

## Архитектура
Изграђена по пројекту који је 1926. године израдио чувени архитекта царске Русије, академик Николај Краснов, у самом центру града, зграда је постављена на правилним регулационим линијама некадашњих улица Вожда Карађорђа и Краља Александра.
Грађевина се одликује масивном и репрезентативном архитектуром са наглашеном хоризонталном елевацијом, са сложеном основом, који се састоји се од подрума испод једног дела зграде, приземља и спрата. Улични фронтови су неједнаке дужине и окренути су ка Тргу Републике, односно делу садашњег проширења Трга републике, на коме је фонтана са скулптуром „Купачице“ рад вајара Александра Зарина. 
Ликовност објекта остварена је јединственим третманом фасадних фронтова и заснована је на снажном контрасту хоризоталног и вертикалног. Правилан ритам поделе по вертикали и на тај начин наглашена вертикалност фасадних поља унутар којих су формирани отвори, постигнут је применом тешких удвојених пиластера са израженим хоризонталним фугама. Уз уочљиво одсуство хоризонталних подеоних венаца, објекат својим габаритом и масама, као и истакнутим кровним венцем са балустрадом има наглашену хоризонталност као основну ликовну детерминанту читавог објекта. Посебност архитектуре објекта представља угаоно концепцијско решење са главним улазним делом који је наглашен са четири високе фигуре у контрапосту. Ове скулптуре су постављене на балустради и представљају персонификацију правде, рада, науке и културе. 
Спецификум укупне архитектуре ентеријера објекта, чини некада скупштинска, а данас биоскопска сала, простор који у пројектантском смислу представља изузетно елегантно и сврсисходно решење изузетних акустичких својстава.